# Rivière Veilleux
Pour les articles homonymes, voir Veilleux.
La rivière Veilleux coule dans les municipalités de Saint-Louis-de-Gonzague (Les Etchemins), Sainte-Rose-de-Watford, Sainte-Aurélie et de Saint-Prosper, dans la municipalité régionale de comté (MRC) Les Etchemins, dans la région administrative de Chaudière-Appalaches, au Québec, au Canada.
La rivière Veilleux" est un affluent de la rive sud-est de la rivière Famine laquelle coule vers le sud-ouest pour se déverser sur la rive est de la rivière Chaudière ; cette dernière coule vers le nord pour aller se déverser sur la rive sud du fleuve Saint-Laurent.

## Géographie
Les principaux bassins versants de la rivière Veilleux sont :
- côté nord : rivière Famine, ruisseau du Brûlé ;
- côté est : fleuve Saint-Jean, lac Veilleux ;
- côté sud : ruisseau Boisé, ruisseau Alec, rivière des Abénaquis ;
- côté ouest : rivière Famine.

La rivière Veilleux prend sa source au lac Veilleux (longueur : 1,0 km ; altitude : 391 m) dans le canton de Langevin, dans la municipalité de Saint-Louis-de-Gonzague (Les Etchemins) à 4,2 km au nord-est du centre du village.
À partir du lac Veilleux, la rivière Veilleux coule sur 23,6 km répartis selon les segments suivants :
- 0,8 km vers l'ouest, dans le canton de Langevin, dans la municipalité de Saint-Louis-de-Gonzague (Les Etchemins) jusqu'à la route de l'Église ;
- 4,7 km vers l'ouest jusqu'à la route du 3e et 4e rang Ouest ;
- 0,9 km vers l'ouest jusqu'à la route 277, soit la limite des cantons de Langevin et de Watford ;
- 4,0 km vers le sud-ouest, jusqu'à au chemin du rang Saint-Louis ;
- 1,5 km vers le sud, jusqu'à la confluence du ruisseau Boisé ;
- 3,5 km vers le sud-ouest jusqu'à la route 277 ;
- 0,6 km vers l'ouest, jusqu'à la limite de Saint-Prosper ;
- 2,1 km vers l'ouest, en constituant la limite entre Sainte-Aurélie et Saint-Prosper ;
- 1,9 km vers l'ouest, dans Sainte-Aurélie jusqu'à la route 204 qu'elle coupe à 3,5 km au nord-est du hameau "Quatre-Chemins" ;
- 1,7 km vers le nord-ouest ;
- 1,9 km vers l'ouest, en constituant la limite entre Sainte-Aurélie et Saint-Prosper, jusqu'à sa confluence.

La rivière Veilleux se déverse sur la rive sud-est de la rivière Famine. Cette confluence est située à 2,6 km en amont du pont de la route 275.

## Toponymie
Le toponyme Rivière Veilleux a été officialisé le 5 décembre 1968 à la Commission de toponymie du Québec.